# Mill Ends Park

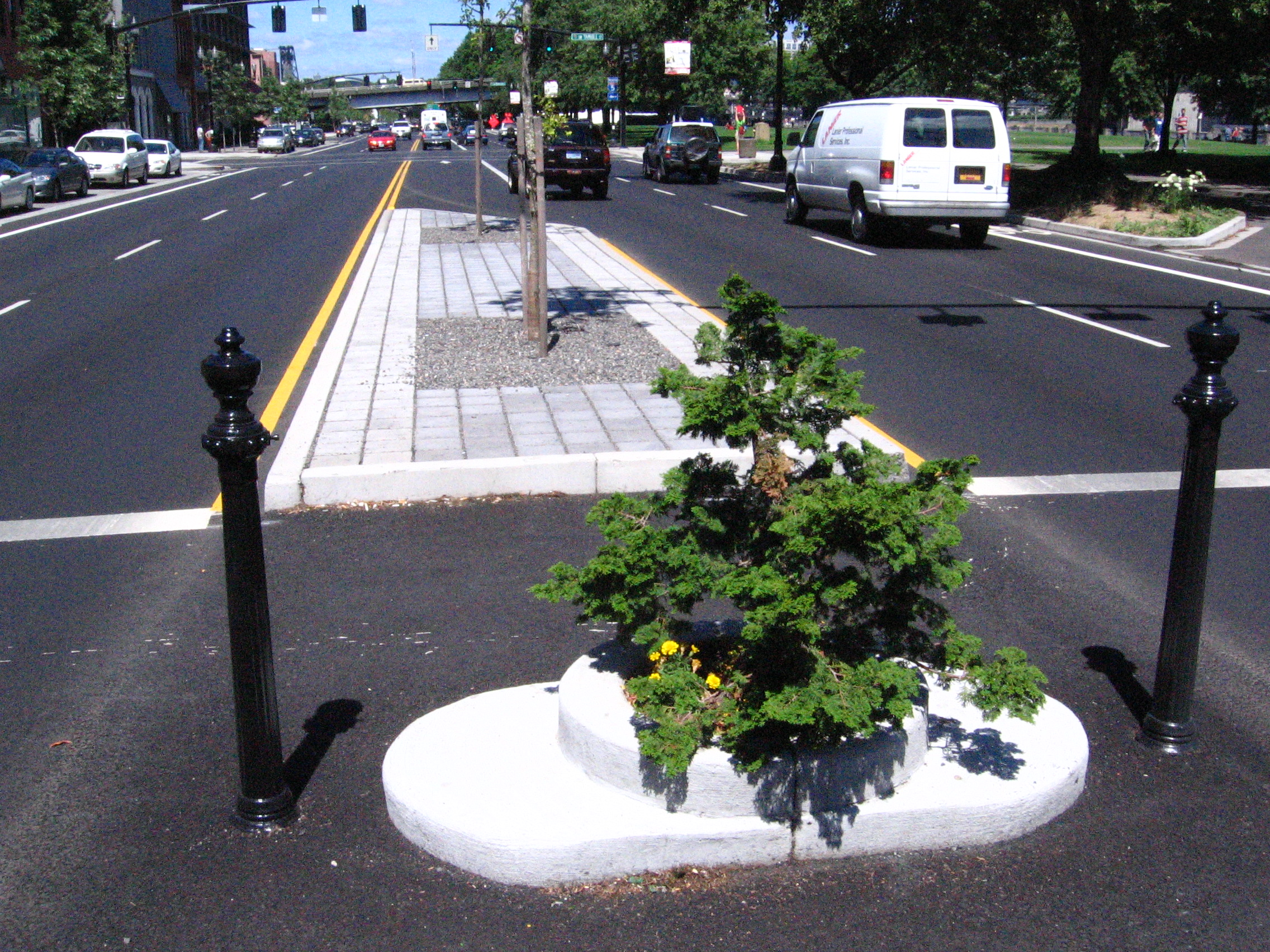
Mills End Park, em 2007.

Mill Ends Park (erradamente chamado Mill's End Park) em Portland, Oregon, Estados Unidos, é um pequeno parque criado no dia de São Patrício em 1948, destinado a ser uma colônia de Leprechauns e um percurso para corridas de caracóis. É o menor parque do mundo, reconhecido pelo Guinness Book.
O parque é um círculo de 60 cm de diâmetro e tem uma superfície de 0,292m².

## História
Em 1948, o espaço que mais tarde seria conhecido como Mill Ends Park era inicialmente o local planejado para um poste de luz. Porém, quando a prefeitura atrasou a obra, ervas daninhas começaram a crescer no canteiro. Foi então que Dick Fagan, colunista do Oregon Journal, plantou flores no pequeno espaço e nomeou-o a partir da sua coluna no jornal, "Mill Ends" (uma referência a restos irregulares de madeira em serrarias). O parque foi homenageado no Dia de São Patrício em 1976 e descrito por Fagan como "a única colônia de Leprechauns fora da Irlanda".

### Lenda
De acordo com Fagan, o parque teve sua origem quando um dia ele olhou pela janela do seu escritório e viu um leprechaun cavando um buraco. Ele desceu as escadas correndo e agarrou o leprechaun, o que significava que a criatura lhe devia um desejo. Fagan pediu que tivesse seu próprio parque, mas já que ele não especificou o tamanho, o leprechaun lhe deu o buraco que estava cavando. Ao passar de duas décadas, Fagan mencionou regularmente o parque e o leprechaun em sua coluna, e dizia ser o único que podia ver a criatura, a qual ele chamava de Patrick O'Toole.

Fagan publicou uma vez uma reclamação feita por O'Toole a respeito de do toque de recolher em todos os parques da cidade. O leprechaun desafiou o prefeito a expulsar ele e seus seguidores de Mill Ends e ameaçou amaldiçoá-lo com um feitiço se ele tentasse. Ao final, nenhuma ação legal foi tomada e os leprechauns foram permitidos de permanecer no parque além do toque de recolher.